# Mary Warnock, Baroness Warnock
Helen Mary Warnock, Baroness Warnock, CH DBE FBA (geborene Wilson; * 14. April 1924 in Winchester; † 20. März 2019) war eine britische Philosophin, Lehrerin, Hochschullehrerin und Autorin, die sich in ihrer Arbeit und ihren Schriften mit Fragen der Ethik, Bildungstheorie, Philosophie des Geistes sowie Existentialismus befasste und von 1985 bis 2015 als Parteilose (Crossbencher) Mitglied des House of Lords war. Durch ihren 1978 veröffentlichten Warnock Report: Special Educational Needs gilt sie als Begründerin der Sonderpädagogik in Großbritannien.

## Leben

### Familie, Studium, berufliche Laufbahn und Eheschließung
Mary Wilson, Tochter eines aus Schottland stammenden Lehrers für die deutsche Sprache am Winchester College, absolvierte nach dem Besuch der St Swithun’s School in Winchester ein Studium der Philosophie an der Lady Margaret Hall der University of Oxford. Nach Beendigung des Studiums war sie zwischen 1949 und 1966 Fellow und Tutor am St Hugh’s College der University of Oxford. Ihr älterer Bruder war der Diplomat Archibald Duncan Wilson, der unter anderem Botschafter in Jugoslawien und der Sowjetunion sowie zwischen 1971 und 1980 Leiter (Master) des Corpus Christi College der University of Cambridge war.
1949 heiratete sie den Philosophen Geoffrey J. Warnock, mit dem sie fünf Kinder hatte. Geoffrey Warnock war später von 1971 bis 1988 Leiter (Principal) des Hertford College sowie zwischen 1981 und 1985 zusätzlich Vize-Kanzler der University of Oxford.
Anschließend fungierte sie von 1966 bis 1972 als Schulleiterin der Oxford High School, einer in Oxford ansässigen Mädchenschule. 1972 kehrte sie an ihre Alma Mater, die Lady Margaret Hall, zurück, und war dort bis 1976 als Talbot Research Fellow tätig.

### Untersuchungen im Auftrag der Regierung und die sogenanntenWarnock Reports
Zu dieser Zeit übernahm Mary Warnock, die sich in ihren Forschungsarbeiten und Schriften mit Fragen der Ethik, Bildungstheorie, Philosophie des Geistes sowie Existentialismus befasste, auch zahlreiche Ämter in öffentlichen Organisationen sowie Institutionen wie zum Beispiel zwischen 1972 und 1983 als Mitglied der Unabhängigen Rundfunkbehörde (Independent Broadcasting Authority) sowie von 1974 bis 1978 als Vorsitzende des Untersuchungsausschusses für den Unterricht von behinderten Kindern und jungen Menschen (Committee of Inquiry into the Education of Handicapped Children and Young People). Als Ergebnis ihrer Untersuchungen entstand 1978 der Warnock Report: Special Educational Needs.
1976 wechselte sie wieder an das St Hugh’s College, an dem sie nunmehr bis 1984 als Senior Research Fellow arbeitete. Während dieser Zeit war sie zum einen zwischen 1979 und 1984 Mitglied der Königlichen Kommission zur Umweltverschmutzung (Royal Commission on Environmental Pollution), sowie zum anderen von 1982 bis 1984 Vorsitzende des Untersuchungsausschusses für menschliche Befruchtung und Embryologie (Committee of Inquiry on Human Fertilisation and Embryology). Auch hierzu verfasste sie einen umfangreichen Warnock Report, der später zur Verabschiedung des Human Fertilisation and Embryology Act 1990 und zur Einrichtung der Human Fertilisation and Embryology Authority (HFEA) führte.

### Oberhausmitglied und Leiterin des Girton College
Mary Warnock leitete danach zwischen 1984 und 1989 das Komitee des Innenministeriums über Tierversuche (Home Office Committee on Animal Experimentation) und wurde 1984 Honorary Fellow der Lady Margaret Hall sowie 1985 des St Hugh’s College.
Am 6. Februar 1985 wurde sie durch ein Letters Patent als Life Peeress mit dem Titel Baroness Warnock, of Weeke in the City of Winchester, in den Adelsstand erhoben. Am 27. März 1985 erfolgte ihre Einführung als Mitglied des House of Lords. Im Oberhaus gehört sie zur Gruppe der parteilosen Peers, den sogenannten Crossbencher.
1986 wurde sie Leiterin des Girton College, eines der Colleges der University of Cambridge, und bekleidete dieses Amt bis 1989. 1987 verlieh die University of Bath ihr einen Ehrendoktor (Honorary Doctor of Letters).
Baroness Warnock, die zwischen 1998 und 2001 Vorsitzende des Gremiums für Medizinethik des Erzbischofs von Canterbury war, war seit 1998 Vorsitzende des Beratungsgremiums zu Fragen der Plünderung von Beweisen. 2000 erfolgte ihre Berufung zur Gastprofessorin für Rhetorik am Gresham College.
2005 forderte sie vor dem Hintergrund ihres 1978 veröffentlichten Warnock Report eine Neubetrachtung der Inklusion und setzte sich auch in einem Interview 2010 wieder mit dieser Thematik kritisch auseinander. In diesem Interview bezeichnete sie Kinder als Opfer von „institutionellem Pessimismus“.
2008 löste Baroness Warnock, die eine überzeugte Verfechterin der Sterbehilfe war, eine öffentliche Kontroverse durch ihre Ansicht aus, dass an Demenz erkrankten Menschen erlaubt werden sollte, den Tod zu wählen, wenn sie fühlten, dass sie „eine Last für ihre Familie oder den Staat“ wären.
2010 wurde sie von der Tageszeitung The Times zur Gruppe der fünf führenden Wissenschaftsethiker Großbritanniens gezählt.
Am 1. Juni 2015 trat Warnock gemäß den Regelungen des House of Lords Reform Act 2014 freiwillig in den Ruhestand und schied aus dem House of Lords aus. 2018 wurde ihr der Dan-David-Preis zugesprochen. 2000 wurde sie Ehrenmitglied der British Academy. Sie starb im März 2019, wenige Wochen vor ihrem 95. Geburtstag.

## Veröffentlichungen
- Ethics Since 1900  (Oxford University Press, 1960) ISBN 0-9753662-2-X.
- Existentialism  (Oxford Paperbacks, 1970) ISBN 0-19-888052-9.
- Imagination (1976)
- Schools of Thought (Faber and Faber, 1977) ISBN 0-571-11161-0.
- Memory (1987)
- Imagination & Time (Blackwell Publishers, 1994) ISBN 0-631-19019-8.
- Mary Warnock: A Memoir – People and Places (Duckworth, 2001) ISBN 0-7156-2955-7 & ISBN 0-7156-3141-1.
- Making Babies: Is There a Right To Have Children? (2001)
- The Intelligent Person's Guide to Ethics (1998)
- Nature and Mortality: Recollections of a Philosopher in Public Life (2004), ISBN 0-8264-7323-7.
- An Intelligent Person's Guide to Ethics (Duckworth, 2004) ISBN 0-7156-3320-1.
- Easeful Death, Mitautorin Elisabeth MacDonald (OUP, 2008)
- Dishonest to God : On Keeping Religion Out of Politics (Continuum, 2010) ISBN 978-1-4411-2712-9.